# Turrilatirus
Turrilatirus là một chi ốc biển, là động vật thân mềm chân bụng sống ở biển trong họ Fasciolariidae.

## Các loài
Các loài trong chi Turrilatirus gồm có:
- Turrilatirus craticulatus (Linnaeus, 1758)[2]
- Turrilatirus iris (Lightfoot, 1786)[3]
- Turrilatirus melvilli (Schepman, 1911)[4]
- Turrilatirus nagasakiensis (E.A. Smith, 1880)[5]
- Turrilatirus sanguifluus (Reeve, 1847)[6]
- Turrilatirus turritus (Gmelin, 1791)[7]